# Norge i olympiska sommarspelen 1992
Norge deltog med 83 deltagare vid de olympiska sommarspelen 1992 i Barcelona. Totalt vann de sju medaljer och slutade på tjugoandra plats i medaljligan.

## Medaljer

### Guld
- Jon Rønningen - Brottning, grekisk-romersk stil, flugvikt
- Linda Andersen - Segling, europaklass

### Silver
- Handbollslandslaget damer (Cathrine Svendsen, Heidi Tjugum, Annette Skotvoll, Ingrid Steen, Heidi Sundal, Hanne Hogness, Karin Pettersen, Tonje Sagstuen, Hege Frøseth, Susann Goksør, Henriette Henriksen, Mona Dahle, Kristine Duvholt och Siri Eftedal)
- Knut Holmann - Kanotsport, K1 1000 m
- Kjetil Undset, Lars Bjønness, Per Sætersdal och Rolf Thorsen - Rodd, fyrsculler
- Harald Stenvaag - Skytte, 50 m gevär liggande

### Brons
- Knut Holmann - Kanotsport, K1 500 m

## Brottning
Lätt flugvikt, grekisk-romersk stil
- Lars Rønningen

Flugvikt, grekisk-romersk stil
- Jon Rønningen

## Bågskytte
Herrarnas individuella
- Martinus Grov — Bronsmatch, 4:e plats (3-2)

## Cykling
Damernas linjelopp
- Monica Valvik
  - Final — 2:05:03 (→ 5:e plats)

- Gunhild Orn
  - Final — 2:05:46 (→ 37:e plats)

## Friidrott
Herrarnas 800 meter
- Atle Douglas
  - Heat – 1:48,08
  - Semifinal – 1:48,63 (→ gick inte vidare)

- Vebjørn Rodal
  - Heat – 1:48,00
  - Semifinal – 1:49,53 (→ gick inte vidare)

Herrarnas 10 000 meter
- John Halvorsen
  - Heat – 28:21,57
  - Final – 29:53,91 (→ 19:e plats)

Herrarnas höjdhopp
- Steinar Hoen
  - Kval — 2,23m (→ gick inte vidare)

- Håkon Särnblom
  - Kval — 2,20m (→ gick inte vidare)

Herrarnas diskuskastning
- Olav Jenssen
  - Kval — 60,00m (→ gick inte vidare)

Damernas diskuskastning
- Mette Bergmann
  - Kval — 58,32m (→ gick inte vidare)

Damernas spjutkastning
- Trine Hattestad
  - Kval — 67,20m
  - Final — 63,54m (→ 5:e plats)

Damernas sjukamp
- Anne Brit Skjæveland

## Handboll
Damer
Gruppspel
| Lag       | Pld | W | D | L | GF | GA | GD  | Poäng |
| --------- | --- | - | - | - | -- | -- | --- | ----- |
| Sydkorea  | 3   | 2 | 1 | 0 | 82 | 61 | +21 | 5     |
| Norge     | 3   | 2 | 0 | 1 | 55 | 60 | −5  | 4     |
| Österrike | 3   | 1 | 1 | 1 | 64 | 62 | +2  | 3     |
| Spanien   | 3   | 0 | 0 | 3 | 50 | 68 | −18 | 0     |

| Resultat  | Sydkorea | Norge | Österrike | Spanien |
| --------- | -------- | ----- | --------- | ------- |
| Sydkorea  |          | 27–16 | 27–27     | 28–18   |
| Norge     | 16–27    |       | 19–17     | 20–16   |
| Österrike | 27–27    | 17–19 |           | 20–16   |
| Spanien   | 18–28    | 16–20 | 16–20     |         |

Slutspel
|  | Semifinaler | Semifinaler |    |     | Final      | Final |  |
|  |             |             |    |     |            |       |  |
|  |             |             |    |     |            |       |  |
|  | OSS         | 22          |    |     |            |       |  |
|  | Norge       | 23          |    |     |            |       |  |
|  |             |             |    |     |            |       |  |
|  |             |             |    |     |            |       |  |
|  |             |             |    |     | Norge      | 21    |  |
|  |             | Sydkorea    | 28 |     |            |       |  |
|  |             |             |    |     |            |       |  |
|  |             |             |    |     |            |       |  |
|  |             |             |    |     | Bronsmatch |       |  |
|  |             |             |    |     |            |       |  |
|  | Sydkorea    | 26          |    | OSS | 24         |       |  |
|  | Tyskland    | 25          |    |     | Tyskland   | 20    |  |

## Segling
Herrarnas lechner
- Per Haugen
  - Slutlig placering — 233,0 poäng (→ 22:a plats)

Herrarnas 470
- Herman Johannessen och Pal McCarthy
  - Slutlig placering — 71,7 poäng (→ 5:e plats)

Damernas lechner
- Jorunn Horgen
  - Slutlig placering — 102,7 poäng (→ 8:e plats)

Damernas 470
- Ida Andersen och Tonje Kristiansen
  - Slutlig placering — 100 poäng (→ 14:e plats)

## Simhopp
Herrarnas 3 m
- Christian Styren
  - Kval — 347,94 poäng (→ gick inte vidare, 19:e plats)

## Tennis
Herrsingel
- Christian Ruud
  - Första omgången — Förlorade mot Boris Becker (Tyskland) 6-3, 6-7, 7-5, 6-7, 3-6

Herrdubbel
- Bent-Ove Pedersen och Christian Ruud
  - Första omgången — Förlorade mot Wayne Ferreira och Piet Norval (Sydafrika) 2-6, 4-6, 7-5, 3-6